# Wolfgang G. Stock

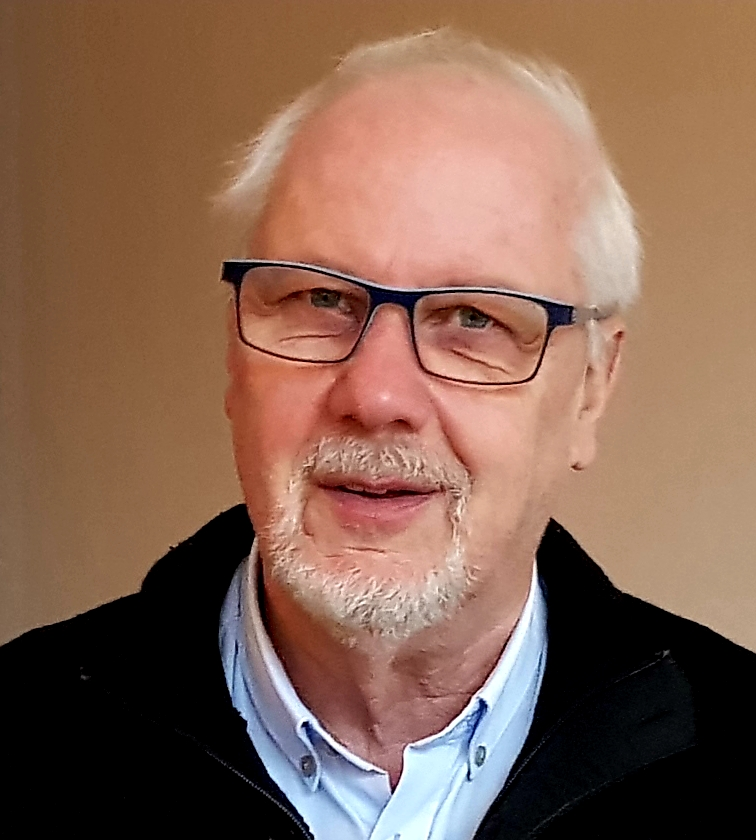
Wolfgang G. Stock (2021)

Wolfgang G. Stock (* 5. November 1953 in Osnabrück) ist ein deutscher Informationswissenschaftler.

## Leben
Stock studierte von 1974 bis 1979 Informationswissenschaft, Philosophie, Psychologie und Sozialwissenschaft an der Universität Düsseldorf und an der Ruhr-Universität Bochum. Seine Dissertation über die empirische Erhebung von Informationsflüssen in der Wissenschaft wurde von Norbert Henrichs vom Düsseldorfer Studiengang Informationswissenschaft betreut. In der Input-Redaktion des Philosophie-Informationssystems der Düsseldorfer Universität, PHILIS, fand er zwischen 1979 und 1981 seine ersten Berufserfahrungen.
1981 ging er nach Graz und arbeitete in der Forschungsstelle von Rudolf Haller beim Aufbau der Datenbank zur Österreichischen Philosophie mit. Bis 1989 war er an mehreren Projekten des österreichischen Fonds zur Förderung der wissenschaftlichen Forschung sowie der Gesellschaft für Information und Dokumentation (GID) beteiligt. Zwischen 1985 und 1995 sammelte er Erfahrungen in der Informationspraxis. Er arbeitete beim ifo Institut für Wirtschaftsforschung in München und leitete dort die Arbeitsgruppe Information und Dokumentation. Parallel war er im European Economic Research and Advisory Consortium (ERECO) in Brüssel tätig.
Ende 1992 habilitierte er an der Grazer Karl-Franzens-Universität. 1995 erhielt er einen Ruf auf die Professur für Informationswissenschaft und Wissenschaftstheorie der Fachhochschule Köln. Im Jahre 2003 übernahm er als Nachfolger von Norbert Henrichs den Lehrstuhl für Informationswissenschaft an der Heinrich-Heine-Universität Düsseldorf. Er leitete die Abteilung für Informationswissenschaft bis Juli 2019. In den Wintersemestern 2019/20 und 2020/21 wurde er Gastprofessor der Karl-Franzens-Universität Graz.

## Forschung
Sein wissenschaftliches Werk umfasst rund 350 Publikationen; thematisiert werden vornehmlich Information Retrieval, Wissensrepräsentation, Informetrie und Szientometrie, Social Media, Informationsmärkte, Informationskompetenz und Smart Cities. In seiner Grazer Zeit arbeitet er zu empirischen Methoden, um Philosophie und Philosophiegeschichte quantitativ erfassen zu können. Resultat ist u. a. eine umfassende Bibliographie nebst informetrischer Verdichtung der Themen der Grazer Schule, einer bedeutenden Richtung der Philosophie und Psychologie in Österreich. In München geht es vor allem um Wirtschaftsinformationen, um Europas Weg in die Informationsgesellschaft, Ungarns Stand der Informationswirtschaft und um praktische Aspekte bei der Produktion der CD-ROM WISO.
Die wissenschaftlich ertragreichsten Perioden sind in Köln und insbesondere später in Düsseldorf. Sein meistzitiertes Werk ist das gemeinsam mit Mechtild Stock verfasste Handbook of Information Science, das vornehmlich in Information Retrieval und Wissensrepräsentation einführt.
„Smarte“ Städte haben zwar als Grundlage eine entwickelte Informations- und Kommunikationstechnik, darüber hinaus sind alle Formen von Wissen, also implizites wie explitizes, digital oder analog gespeichertes, in solchen Städten wesentlich. Besonderes Augenmerk beim Aufbau von Wissensgesellschaften legt er auf Städte in der Golfregion, vor allem in Katar.
Bei der Social-Media-Forschung liegt ein Schwerpunkt auf Beschreibung und Analyse von Live-Streaming-Diensten, vor allem in Kooperation mit Katrin Scheibe, Franziska Zimmer und Kaja J. Fietkiewicz. Hierbei wird mit den „cyber-social relations“ eine neue Form zwischenmenschlicher Beziehungen neben den sozialen und parasozialen Relationen beschrieben.
Die Vermittlung von Informationskompetenz, Medienkompetenz und digitaler Kompetenz sollte umfassend in der Schule erfolgen; gefordert wird – gemeinsam mit Maria Henkel – hierzu ein eigenes Schulfach.
Szientometrische und informetrische Forschungen durchziehen die ganze Laufbahn Stocks. Schon seine Dissertation war eine empirische informetrische Arbeit. Publikationen und Zitationen bilden zwar die Basis für die Evaluation von Forschungsleistung und -einfluss, die Basis ist allerdings sehr problematisch, da mitunter nicht einmal eindeutig geklärt ist, was denn überhaupt die Zählbasis ist. Es zeigt sich, dass das rein quantitative Vorgehen bei Bibliometrie und Szientometrie auf sehr schwachen Grundlagen aufbaut.
Zusammen mit Eugene Garfield präsentiert er ein Programm zur Analyse direkter Zitationsbeziehungen, gemeinsam mit Christian Schlögl untersucht er die Informetrie wissenschaftlicher Zeitschriften, mit Frank Linde die Märkte digitaler Informationen, mit Katrin Scheibe, Franziska Zimmer und Mechtild Stock den Umgang der Social-Media-Nutzer mit Fake News und mit Agnes Mainka und Kaja J. Fietkiewicz den Einsatz von Social Media im eGovernment. Social Media und auch die nutzerseitige Akzeptanz von Social-Media-Plattformen ist stark kulturabhängig, wie Katsiaryna S. Baran und Stock am Beispiel von Facebook und VKontakte zeigen können. Mit Lisa Beutelspacher erstellt er eine Plattform für Blended Learning in der Hochschullehre, die u. a. annotierte Verfilmungen von Vorlesungen beinhaltet.
Bei den Informationsmärkten, also den Märkten für Software und digitalen Content, sind die Optionen zum Bezahlen äußerst vielfältig. Zudem sind durchaus mehrere Player beim Zahlen involviert, außer den Kunden u. a. auch Internetunternehmen, Influencer sowie Werbetreibende. Das Spektrum der „Währungen“ reicht von kostenfreien Freemium-Gütern über das Zahlen mit Geld, dem Zahlen mit Aufmerksamkeit (z. B. bei Google), dem Zahlen mit personenbezogenen Daten (z. B. bei Facebook) bis zum Zahlen mit der Loyalität gegenüber Live-Streamern (etwa bei Twitch) oder Influencern (bei Diensten der Social Media). Streamer- sowie Influencerdienste haben mit der sog. Wanghong-Wirtschaft insbesondere in China einen neuen Wirtschaftsbereich fundiert.
Der Rolle von Tagging in Social Media widmet er sich gemeinsam mit Isabella Peters, die Erstellung von Tag-Clustern wird mit Kathrin Knautz und Simone Soubusta vorangetrieben, das Retrieval von emotional geladenen Dokumenten, vor allem Videos und Fotos, verwirklichen Knautz und Tobias Siebenlist, Forschungen zu Recommendersystemen bei Streamingdiensten sowie zum H-Index geschehen gemeinsam mit Isabelle Dorsch. Ausflüge in die Bibliothekswissenschaft betreffen offene Innovationen in der Bibliothekswelt sowie detaillierte Beschreibungen zukunftsweisender Bibliotheken in Doha und Singapur. Abgesehen von einigen eher theoretisch orientierten Studien – etwa zu Begriffen und semantischen Relationen – sind Stocks Forschungen empirisch orientiert, wobei teilweise sogar Modelle abgeleitet werden können, so das Information-Service-Evaluation (ISE)-Modell mit Laura Schumann oder das Modell für das Informationsverhalten auf Live-Streaming-Services mit Zimmer und Scheibe.
Vereinzelt unternahm er Ausflüge in die Geschichte seines Faches, so – gemeinsam mit Katharina Hauk – zu einem Pionier der (west-)deutschen Informationswissenschaft sowie zur Geschichte des Faches in der Deutschen Demokratischen Republik (DDR).